# Walter van Diedenhoven

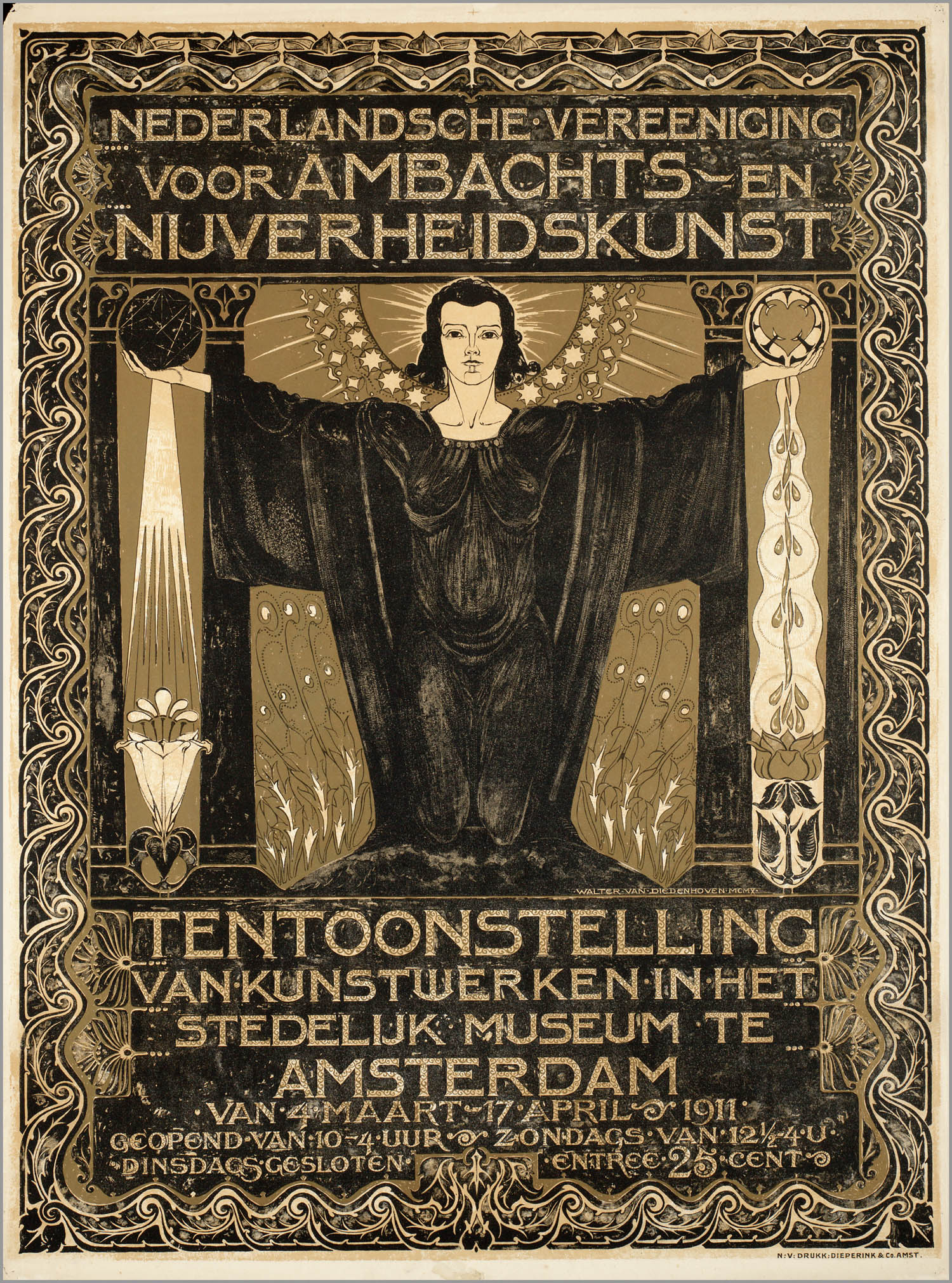
Van Diedenhovens winnende tentoonstellingsaffiche voor de VANK

Walterus Dirk (Walter) van Diedenhoven (Amersfoort, 1 september 1886 – Ugchelen, 11 december 1915) was een Nederlands graficus, kunstnijveraar en tekenaar.

## Leven en werk
Walter van Diedenhoven was een zoon van de architect Dirk Cornelis van Diedenhoven en Maria Wilhelmina Francisca Schrauwen. Hij studeerde aan de Haarlemse School voor Kunstnijverheid (1902-1904), als leerling van Mathieu Lauweriks, Chris Lebeau en Klaas van Leeuwen. In 1903 richtte hij samen met Henri Boot, Jan Bronner, Ko Doncker, H.A. van den Eijnde en Ben Kamp de Haarlemse Kunstkring op. Hij studeerde verder aan de Koninklijke Academie voor Schone Kunsten van Antwerpen (1905-1906). In 1906 wilde hij met Boot en Bronner worden toegelaten tot de Amsterdamse Rijksakademie, maar ze werden alle drie afgewezen. Bronner werd een jaar later alsnog toegelaten. Van Diedenhoven deed een nieuwe poging in 1908, opnieuw zonder resultaat.
Als graficus maakte Van Diedenhoven etsen, litho's en houtsneden. Na zijn militaire diensttijd werkte hij vanaf 1908 als zelfstandig kunstenaar en ontwierp onder meer affiches, boekbanden, grafiek en kamerschermen. Hij schreef daarnaast meerdere artikelen over kunst en kunstnijverheid in Onze kunst en De Amsterdammer. Van Diedenhoven was secretaris van de Kunstkring Haarlem en lid van de Vereeniging tot Bevordering der Grafische Kunst. Eind 1910 schreef de Nederlandsche Vereeniging voor Ambachts- en Nijverheidskunst (VANK) een wedstrijd uit voor een affiche voor een in het begin van 1911 te houden ledententoonstelling in het Stedelijk Museum Amsterdam. Voorwaarde was dat het ontwerp minstens voor een deel als litho werd uitgevoerd. De jury, bestaande uit H.P. Berlage, R.N. Roland Holst, S.H. de Roos en T. Duwaer kende unaniem de prijs toe aan Van Diedenhoven.
Rond deze tijd kreeg hij persoonlijk contact met Roland Holst, die hem als protegee onder zijn hoede nam. Roland Holst droeg hem voor als lid bij Arti et Amicitiae en samen werden ze in 1912 lid van het nieuwe bestuur van de VANK als voorzitter (Roland Holst) en 1e secretaris (Van Diedenhoven). In 1911 trouwde Van Diedenhoven in Amsterdam met Clairette Sophia Emilia (Ettie) van Stockum (1883-1978), dochter van de Haagse boekhandelaar Casparus Marinus van Stockum (1854-1949), directeur van N.V. Boekhandel v/h W. P. van Stockum & Zn. Ettie had van 1907 tot 1911 aan de schilderklas van de Rijksakademie gestudeerd. 
De kunstenaar overleed op 29-jarige leeftijd aan tuberculose. In een in memoriam roemde Cornelis Veth hem om zijn "groote vaardigheid en fantasie in het bewerken van den steen". Roland Holst omschreef hem als "Een van die zeldzame jongeren, die door inzicht en aanleg voor de monumentale kunst als voorbeschikt was, die als versierend kunstenaar het wezen van de bouwkunst begreep en doorvoelde".

## Enkele werken
- 1905 omslagtekening voor Levensmysterie, een roman van Fritia Lelyvelt.[9] Amsterdam: D. Buys Dz.
- 1908 ontwerp vaandel voor het gemengd koor Onder Ons in Haarlem, met een geborduurd wapen van Haarlem. Het borduurwerk werd uitgevoerd door mej. G.F.W. van Doorn. Op de stok zit een koperen krans met een gebeeldhouwde vogel van Jan Brouwer.[10]
- 1910 affiches voor een ledententoonstelling van de VANK in het Stedelijk Museum Amsterdam.
- 1911 affiche voor een tentoonstelling van de VANK in het het Kunstindustriemuseum in Kristiania (Oslo).
- 1912 omslag voor een prospectus en jaarverslag van de afdeling Voortgezet en Hooger Bouwkunst Onderricht van het genootschap Architectura et Amicitia.[6]
- 1913 affiche voor een Huis- en Tuintentoonstelling in Amsterdam.
- kamerscherm in gestempeld en verguld leer.[7]

Artikelen (selectie)
- "Joseph M. Olbrich, † 8 aug. 1908", Onze kunst. Jaargang 7 (1908), p. 211-213.
- "Damasten van Chris Lebeau", Onze kunst. Jaargang 8 (1909), p. 34-45.
- "Nieuwe theater-kunst in Nederland", Onze kunst. Jaargang 8 (1909), p. 174-177.
- "Verlangens naar monumentale kunst en eenig werk van J. Mendes da Costa", Onze kunst. Jaargang 9 (1910), p. 55-64.
- "Een woordje bij eenige bijoux van Bert Nienhuis", Onze kunst, jaargang 10 (1911). p. 86-95.
- "De kunst van Antoon Derkinderen", serie artikelen in het Nederlandsch Weekblad, 1911.
- "De eerste moderne hollandsche boekletter : de Hollandsche Mediaeval van S. H. de Roos.", De Amsterdammer, 7 januari 1912.
- "Wandschilderkunst? : de tentoonstelling van de Prix de Romewerkstukken.", De Amsterdammer, 10 en 17 maart 1912.
- "Het Vredespaleis als verzamelplaats der decoratieve kunsten en der kunstnijverheid", De Amsterdammer, september 1913.

## Galerij

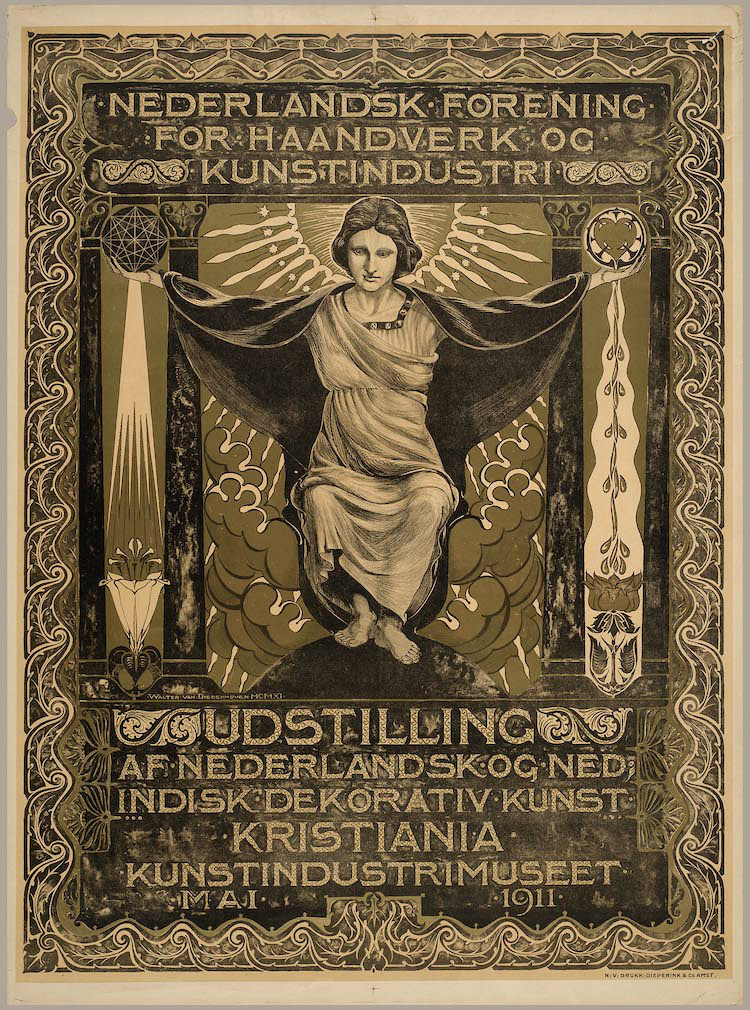
Affiche Udstilling Kristiania (1911)
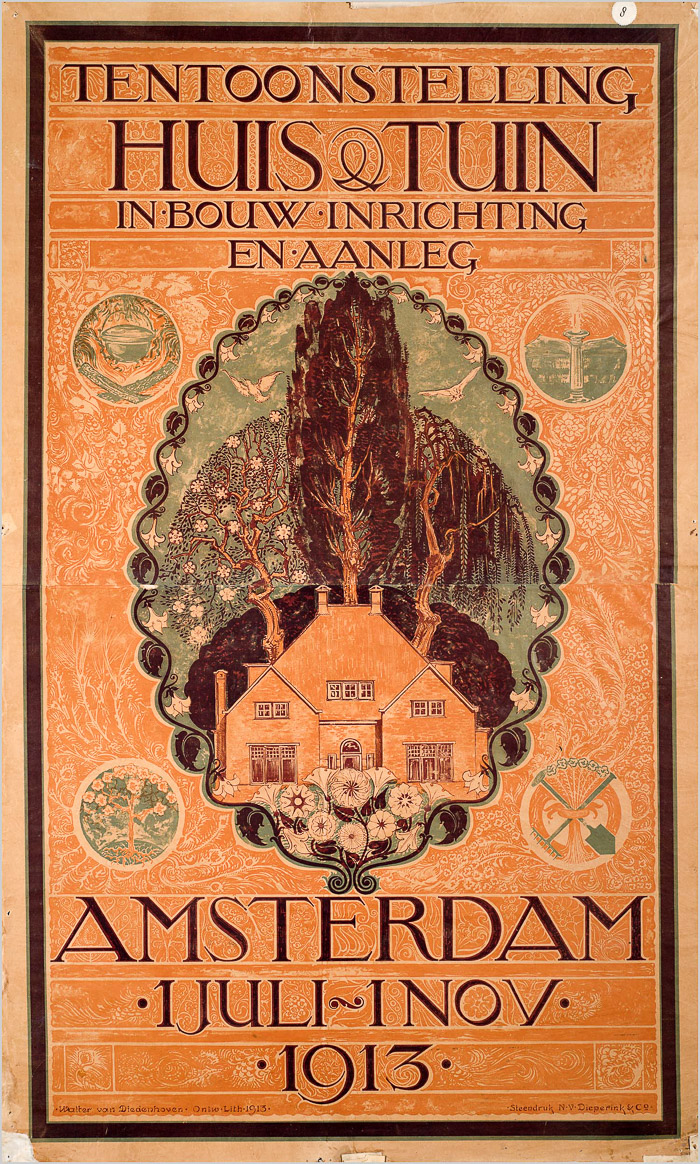
Affiche Huis & Tuin (1913)

- Biografisch Portaal: 97993200
- KulturNav: ae619931-deac-49bf-83a3-d66eec8614db
- RKD-Nederlands Instituut voor Kunstgeschiedenis: 22584
- Union List of Artist Names: 500116732
- Virtual International Authority File: 96546542